# Молодинчецька сільська рада
Молодинчецька сільська́ ра́да — колишня адміністративно-територіальна одиниця та орган місцевого самоврядування в Жидачівському районі Львівської області. Адміністративний центр — село Молодинче.

## Загальні відомості
Молодинчецька сільська рада утворена в 1939 році.
- Територія ради: 30,81 км²
- Населення ради: 1228 осіб (станом на 2001 рік)

## Населені пункти
Сільській раді були підпорядковані населені пункти:
- с. Молодинче
- с. Новосільці
- с. Підліски
- с. Черемхів

### Керівний склад
| Прізвище, ім'я, по батькові     | Основні відомості                                                                              | Дата обрання | Дата звільнення |
| ------------------------------- | ---------------------------------------------------------------------------------------------- | ------------ | --------------- |
| Михайлишин Михайло Мирославович | Сільський голова, 1960 року народження, член Української Народної Партії                       | 26.03.2006   | 31.10.2010      |
| Сохан Михайло Михайлович        | Сільський голова, 1956 року народження, освіта середня спеціальна, член Народного Руху України | 31.10.2010   | 25.10.2015      |
| Сохан Михайло Михайлович        | Сільський голова, 1956 року народження, освіта вища, безпартійний                              | 25.10.2015   |                 |

Примітка: таблиця складена за даними сайту Верховної Ради України та ЦВК

### Депутати VII скликання
За результатами місцевих виборів 2015 року депутатами ради стали:

#### За суб'єктами висування
| Суб'єкт висування | Кількість обраних депутатів | %      |
| ----------------- | --------------------------- | ------ |
| Самовисування     | 12                          | 100.00 |

#### За округами
| № округу | Прізвище, ім'я, по батькові     | Ким висунуто  | Дата нар.  | Освіта              | Партійна приналежність                                        | Відомості                                        |
| -------- | ------------------------------- | ------------- | ---------- | ------------------- | ------------------------------------------------------------- | ------------------------------------------------ |
| 1        | Баторик Оксана Миронівна        | Самовисування | 24.03.1962 | загальна середня    | безпартійна                                                   | «Укрпошта», Лис тоно ша                          |
| 2        | Кадюк Олена Іванівна            | Самовисування | 03.04.1993 | вища                | безпартійна                                                   | тимчасово не працює                              |
| 3        | Януш Надія Зеновіївна           | Самовисування | 01.01.1965 | вища                | безпартійна                                                   | сільська рада, Бухгалтер сіль ської ради         |
| 4        | Олійник Любов Михайлівна        | Самовисування | 28.06.1951 | загальна середня    | безпартійна                                                   | сільська рада, Секретар                          |
| 5        | Костишин Богдан Володимирович   | Самовисування | 18.05.1951 | вища                | член політичної партії Всеукраїнське об'єднання «Батьківщина» | Молодинчецька сільська рада, землепорядник       |
| 6        | Александрів Ірина Володимирівна | Самовисування | 27.01.1986 | загальна середня    | безпартійна                                                   | ФАП, Завідувач                                   |
| 7        | Качмар Ярослав Олексійович      | Самовисування | 14.03.1959 | професійно-технічна | безпартійний                                                  | ПП «Млин», Підп риємець                          |
| 8        | Гаврон Іван Степанович          | Самовисування | 12.02.1975 | загальна середня    | безпартійний                                                  | лісове господарство, Охо ро нець                 |
| 9        | Кузів Іванна Степанівна         | Самовисування | 07.08.1978 | загальна середня    | безпартійна                                                   | магазин, Про да вець                             |
| 10       | Гнатів Андрій Ярославович       | Самовисування | 23.05.1976 | вища                | безпартійний                                                  | фер мер ське господарство «Любомир», підприємець |
| 11       | Луців Ігор Миколайович          | Самовисування | 19.10.1969 | загальна середня    | безпартійний                                                  | Тимчасово не працює                              |
| 12       | Гураль Володимир Васильович     | Самовисування | 06.09.1966 | загальна середня    | безпартійний                                                  | Тимчасово не працює                              |